# Erta Ale
El volcà Erta Ale (en àfar: Ertá’alé o Irtá’alé, «muntanya que fumeja») és un volcà en escut basàltic localitzat en la Banya d'Àfrica, a la regió de la depressió d'Àfar, al nord-est d'Etiòpia, sent el volcà més actiu d'aquest país. Se situa al desert de Danakil, un desert erm prop del límit amb Eritrea i aconsegueix una altura de 613 metres. Se'l considera en erupció des del 1967.
Situat a una regió desèrtica i de difícil accés, l'Erta Ale no va ser objecte d'estudi pels experts en la matèria fins al segle xx, concretament al final de la dècada dels 60 i principi dels 70. Així i tot, ja havia estat descobert pels europeus el 1841 i el seu cim coronat el 1873. Presenta un o dos llacs de lava al seu cim, els quals ocasionalment desborden cap a la falda meridional. Destaca per tenir un dels llacs de lava més duradors del planeta (amb activitat confirmada des del 1967, encara que va poder iniciar-se el 1906). La seva escassa elevació és causada pel fet d'alçar-se sobre una depressió, la depressió d'Àfar, la base de la qual queda per sota del nivell del mar.
Els habitants de la zona amb prou feines s'acosten a ell ja que consideren que al lloc habiten esperits malignes que es passegen a cavall. La situació remota, a una zona erma i poc poblada, fa que el seguiment de la seva activitat hagi estat escàs. Hi ha evidència d'explosions en els últims 150 anys. Moltes erupcions contemporànies es localitzen primer mitjançant el seguiment per satèl·lit de les columnes de diòxid de sofre i es comproven posteriorment amb testimonis sobre el terreny.

## Imatges

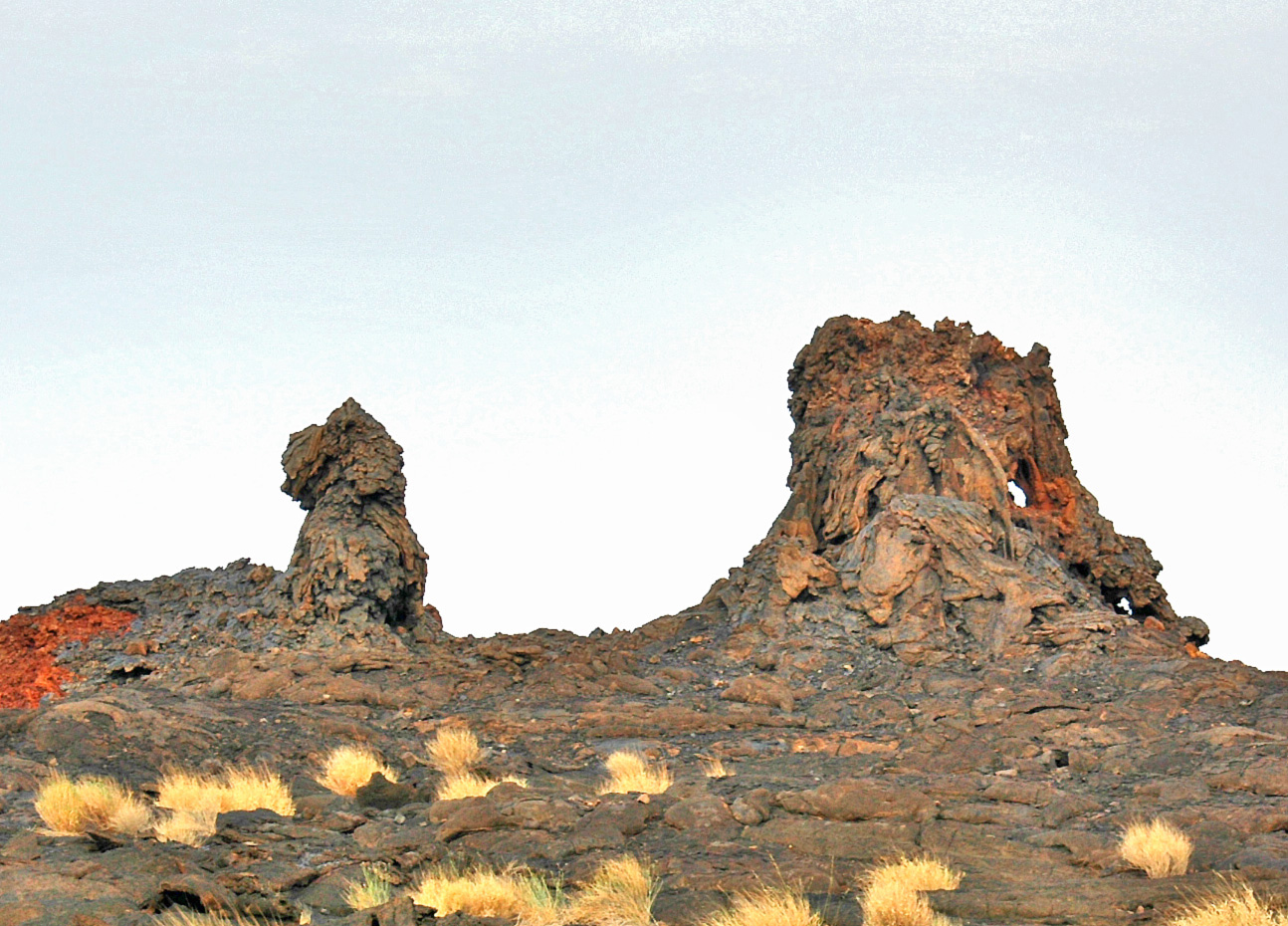
Forns al costat occidental.
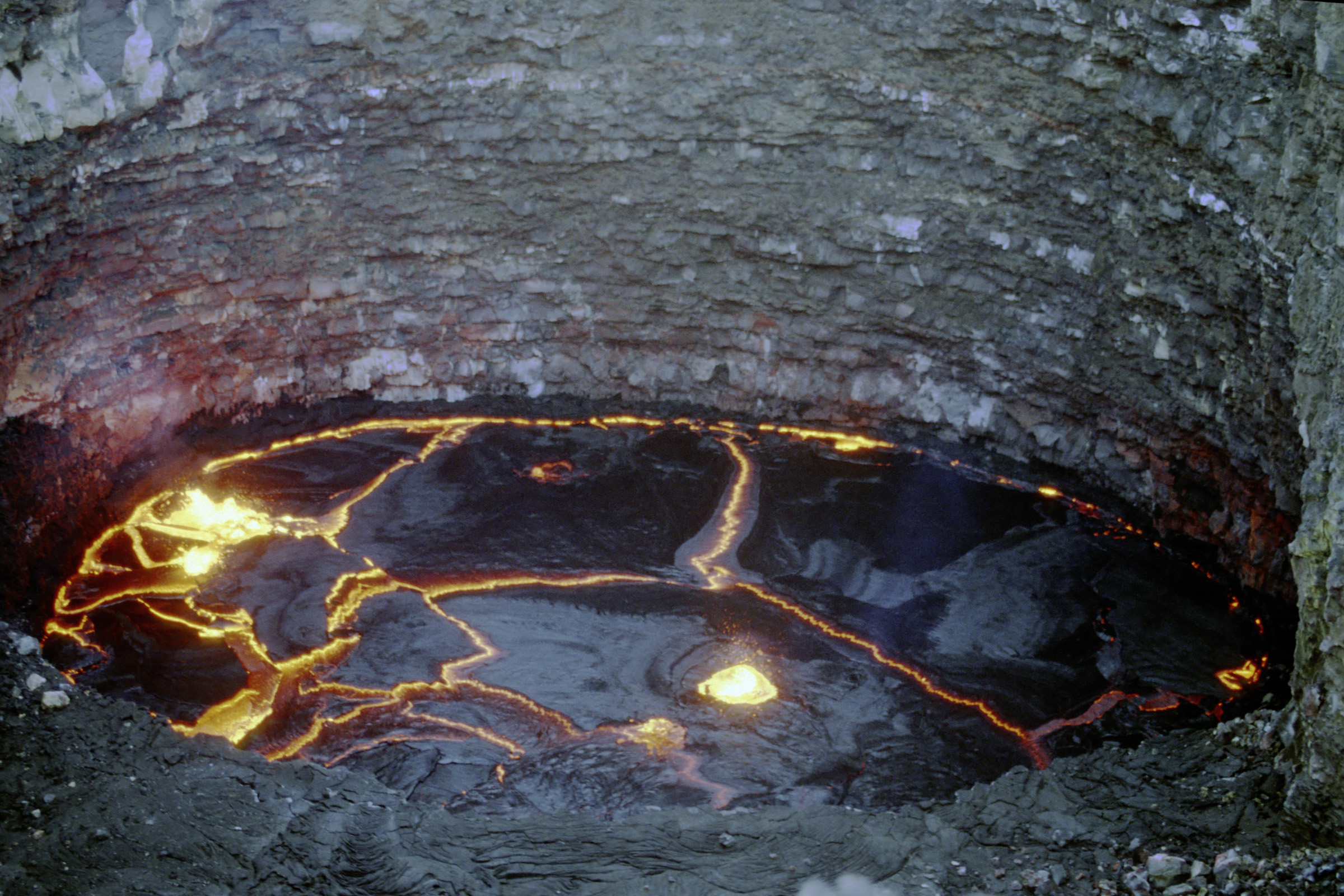
Llac de lava el 2001.
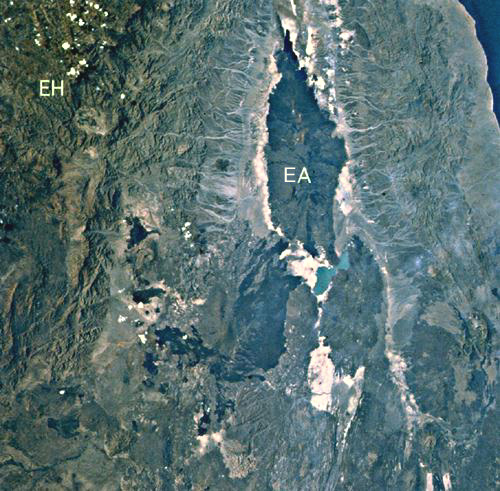
Vista del satèl·lit.